# Sunifredo de Gerona
Sunifredo (f. 1008), fue vizconde de Gerona (982-1008).

## Biografía
Era hijo de Guiniguís y de Gudrielda. Sus hermanos fueron Sisemundo, que fue vicario en Oló y originó la línea de los Oló de Bages, Eldem que poseyó el castillo de Clariana, Adalberto, y el levita Odón.
Sunifredo también fue señor de Malla y de Lloret. Este último fue segregado del alodio de Maçanet y entregado al vizconde por Ramón Borrell, conde de Barcelona y su esposa Ermesenda en enmienda de la pérdida del alodio de Palol de Fluviá que el vizconde les había puesto en prenda y aquellos empeñado en Bernardo I, conde de Besalú.
Se cree que participó en la defensa de Barcelona durante el ataque de Almanzor, pero no fue capturado, a diferencia de sus hermanos. Fue uno de los magnates que firmaron la carta de población otorgada por Borrell II, conde de Barcelona, el 23 de abril del 986, a los habitantes del castillo de Cardona. Fue uno de los albaceas del testamento de Borrell II en 993.
Una vez muerto el título de vizconde lo heredó su hijo Amat.

### Matrimonios y descendientes
Se casó en primeras nupcias con Aurúcia (f. 1002) y posteriormente con Adelaida o Adalet, señora de Ogern y de Montmagastre (f. 1044). 
De su descendencia se conocen Amat, primogénito e hijo de su primera esposa y Ramón, señor de Lloret. Probablemente también fueron hijos suyos Guillermo de Muntanyola o de Vacarisses, que fue el jefe del linaje de los Montcada, Adalbert, arcediano de Vic y Bernat Rovira.